# Adolfo Pedernera

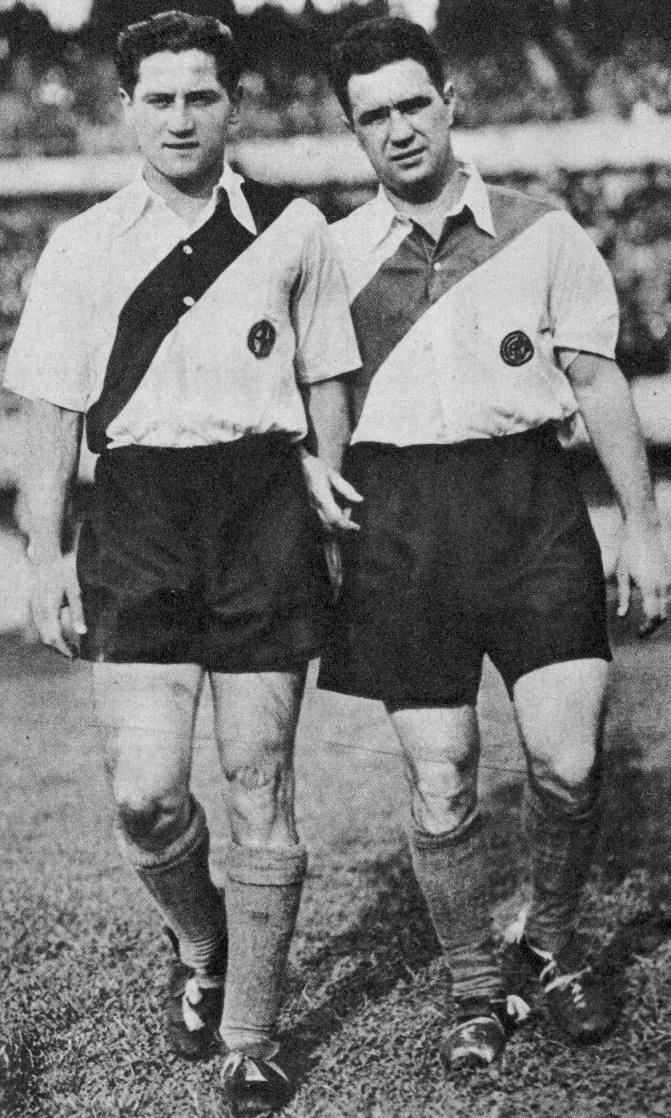
Adolfo Pedernera, hier links im River Plate Trikot mit Carlos Peucelle einem anderen großen Spieler jener Äraaus: El Gráfico. 51/#2592

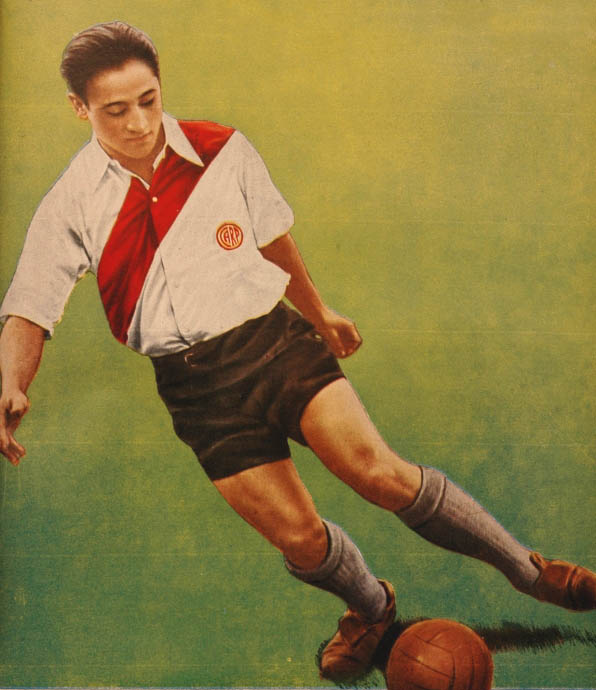
Pedernera, 1937

Adolfo Alfredo Pedernera (* 15. November 1918 in Avellaneda, Provinz Buenos Aires; † 12. Mai 1995) war ein argentinischer Fußballspieler und ‑trainer. El Maestro, wie er auch genannt wurde, errang in beiden Funktionen sowohl in seinem Heimatland als auch in Kolumbien große Erfolge. Mit der Nationalmannschaft gewann er zweimal die Copa America.
Sowohl beim argentinischen River Plate als auch beim kolumbianischen CD Los Millonarios definiert die Zeit seines Wirkens den Höhepunkt der Vereinsgeschichte.
In Argentinien wird Adolfo Pedernera noch heute in der Liste der fünf besten Spieler aller Zeiten geführt.

## Spielerlaufbahn

### Frühe Jahre und dieMaquinavon River Plate
Adolfo Pedernera zeigte schon früh fußballerisches Talent. Als Heranwachsender schloss er sich erst Cruceros de la Plata an, zog aber schon als 14-Jähriger zum Bonarenser Vorortverein Club Atlético Huracán weiter, wo auch professioneller Fußball betrieben wurde. Es verging aber nur rund ein Jahr, ehe er zum weitaus renommierteren River Plate gelotst wurde.
Mit River gab er schon 1935 als 16-Jähriger seinen Einstand in der Primera División. Ursprünglich spielte er dabei in der Mannschaft, die sich in den Jahren zuvor durch das Engagement teurer Spieler wie den Vizeweltmeister von 1930 Carlos Peucelle und Bernabé Ferreyra den Beinamen Millonarios erwarb, auf der Position des Linksaußen. Am 1. Juni 1941 wurde er gegen Independiente im Estadio Monumental erstmals auf der Position des Mittelstürmers aufgestellt. Dies gilt als die Geburtsstunde von la Maquina („die Maschine“), einer der herausragenden Vereinsformationen der Fußballgeschichte.
Pedernera ließ sich oft weit in das Mittelfeld zurückfallen und trieb von dort aus gemeinsam mit dem auf Halbrechts angesiedelten Spielmacher José Manuel Moreno das Offensivspiel an und öffnete damit Räume für die Flügelstürmer Félix Loustau und Juan Carlos Muñoz. Der nominelle halblinke offensive Mittelfeldspieler Angel Labruna verstand es besonders gut, die sich dadurch bietenden Chancen auszunutzen und wurde so zu einem der beiden treffsichersten Spieler in der Geschichte der Primera División. Pederneras Spiel als zurückgezogener Mittelstürmer gilt als der herausragende innovative Beitrag der Maquina zum Taktikverständnis im Fußball. Über die ungarische Fußballnationalmannschaft der 1950er Jahre, und auch das Wirken von Alfredo Di Stéfano bei Real Madrid, fand diese Interpretation der Mittelstürmerposition auch Einzug in den europäischen Fußball. In historischen Nachbetrachtungen wird Pedernera auch oft mit dem Niederländer Johan Cruyff verglichen.
In seinen elf Jahren bei River Plate erwarb sich Adolfo Pedernera den Ruf das „Hirn“ der Maquina zu sein und leistete so seinen Beitrag zu fünf Meisterschaften. Sein Mitspieler, der Rechtsaußen Juan Carlos Muñoz, meinte in späteren Jahren rückblickend, „auf dem Platz war er praktisch der Trainer“. In jenen Jahren feierte River mit einem 5:1-Erfolg im Superclásico gegen Boca Juniors auch den höchsten Sieg seit Anbeginn der professionellen Ära in diesem prestigegeladenen Duell. Sein letztes Spiel für River Plate am 17. November 1946 gegen Huracán definiert das offizielle Ende der Maquina. Bei River Plate sollte ihm einstweilen der junge Alfredo Di Stéfano im Trikot mit der Nummer 9 nachfolgen.

### Nationalmannschaft
Zwischen 1940 und 1946 kam Pedernera auch in 21 Länderspielen für die argentinische Fußballnationalmannschaft zum Einsatz, wobei er 8 Tore erzielte. Größte Erfolge waren hier die Siege bei der Copa America 1941 und 1946 sowie der zweite Platz von 1942. Im Jahr 1946 wurde er dabei zum besten Spieler des Turniers erkoren. Sein Auftritt bei einer Fußball-Weltmeisterschaft wurde wohl wegen des anderen Adolfs  verhindert.

### Spielergewerkschaft
Zwischenzeitlich war Adolfo Pedernera federführend bei der Gründung der Spielergewerkschaft Futbolistas Argentinos Agremiados im Jahr 1944 und wurde deren erster Vizepräsident. Zwischen 1948 und 1949 setzte die heute noch bestehende Organisation mit nachhaltigen Streiks Mindestgehälter für die Spieler der beiden höchsten Spielklassen durch.

### Auf dem Weg zumBalet Azulvon Los Millonarios
1947 folgte Adolfo Pedernera einem Million-Pesos Angebot von Club Atlético Atlanta, einem Club aus dem Bonarenser Viertel Villa Crespo. Die Saison endete aber mit dem erstmaligen Abstieg Atlantas aus der ersten Liga und Pedernera kehrte zur Saison 1948 zu seinem Jugendklub Huracán zurück.
Bei einem Besuch in Buenos Aires gelang es Carlos Aldabe, dem seinerzeitigen argentinischen Spielertrainer des Clubs CD Los Millonarios aus Bogotá, Pedernera zu überzeugen sich seinem Team anzuschließen. Hilfreich war hierbei sicherlich, dass aufgrund der sich hinziehenden Spielerstreiks in Argentinien in jener Zeit für Fußballprofis eingeschränkte Verdienstmöglichkeiten bestanden. Neben Pedernera zog es daher viele weitere Spieler, insbesondere die Stars, in das Ausland.
Im Juni 1949 wurde er bereits am Flughafen der kolumbianischen Hauptstadt von 5.000 Fans erwartet und per Autokorso in die Stadt geleitet. Bereits seinem ersten Einsatz zum Ende des Monats wurde überschwänglich gefeiert. „Ein Phänomen, ein Künstler, ein Meister des Passes, ein Spieler mit Intelligenz. Nach dem Debüt von El Maestro ist alles möglich,“ pries ihn die örtliche Presse.
Zusammen mit Alfredo Di Stéfano, mit dem er bereits bei River Plate in einer Mannschaft spielte, und Néstor „Pipo“ Rossi, ebenso von River kommend, erreichte er mit den Millonarios die kolumbianische Fußballmeisterschaft von 1949, wobei Pedernera auch zwei entscheidende Tore in den wegen Punktgleichheit notwendig gewordenen Entscheidungsspielen gegen den Vizemeister Deportivo Cali erzielte.
Nachdem Carlos Aldabe vom Trainerposten zurückgetreten war, wurde El Maestro Spielertrainer. In dieser Zeit wurde das Team der Millonarios zum berühmten Blauen Ballett, dem Balet Azul. Die Millonarios gewannen dabei nicht nur die Landesmeisterschaften von 1951, 1952 und 1953, im letzteren Jahr auch den Pokal von Kolumbien, sondern beeindruckten auf zahlreichen Auslandsreisen, die die Mannschaft bis nach Europa führten, auch ein weltweites Publikum. Einer der Höhepunkte waren dabei die drei Siege gegen Real Madrid im Chamartin, dem heutigen Estadio Santiago Bernabéu, anlässlich des 50-jährigen Betriebsjubiläums des spanischen Klubs.
1954 zwang der 1951 geschlossene Lima Pakt die meisten ausländischen Spieler in Kolumbien, dessen Verband seinerzeit von der FIFA ausgeschlossen war, zu ihren Heimatklubs zurückzukehren. Dies betraf auch Pedernera, der daher bis 1955 noch drei Mal mit Huracán in der argentinischen Primera División spielte.

## Trainerkarriere ab 1955
Zwischen 1961 und 1962 trainierte Pedernera die kolumbianische Fußballnationalmannschaft und führte diese dabei auch zu ihrer ersten Endrundenteilnahme bei der Fußball-Weltmeisterschaft 1962 in Chile. In der Qualifikation schaltete Kolumbien dabei den Favoriten Peru aus. Nach dem Turnier trainierte er kurzfristig Gimnasia y Esgrima La Plata.
Große Erfolge hatte er Mitte der 1960er Jahre mit den Boca Juniors. Bei dem Klub leitete er zunächst die Fußballschule und war technischer Berater mit Verantwortung für den gesamten Trainerstab. Unter seiner Ägide wurde das erfolgreiche Jugendförderungskonzept la Candela („die Kerze“) begründet. Zwischen 1963 und 1967 saß er über lange Strecken selbst auf der Trainerbank der Kampfmannschaft. 1965 war er aber aufgrund von Verletzungen, die er bei einem Autounfall erlitt, den größten Teil des Jahres verhindert seine Funktionen auszuüben.
Auf dem Weg zur ersten Finalteilnahme der Boca Juniors in der Copa Libertadores 1963 saß er beim Gruppenspiel gegen Universidad de Chile auf der Bank. Die Juniors unterlagen in den Finalspielen aber der seinerzeit mit Pelé und anderen Stars weltweit dominierenden Mannschaft des FC Santos aus Brasilien mit 2:3 und zu Hause mit 1:2. Unter Pederneras Leitung gewannen die Boca Juniors die Meisterschaft 1964. Die Boca Juniors konnten den Titel im Folgejahr mit Pederneras langjährigem Weggefährten und persönlichen Freund „Pipo“ Rossi auf der Bank verteidigen.
Zwischen Juli und August 1969 trainierte Pedernera für vier Spiele die argentinische Nationalmannschaft. Er scheiterte aber mit dieser in der Qualifikation für die Weltmeisterschaft 1970 an Peru.
Weitere Trainerstationen Pederneras waren Huracán, CA Independiente und River Plate, sowie in den 1970er Jahren noch CA Banfield in Argentinien, América de Cali in Kolumbien und Nacional Montevideo in Uruguay.

## Späte Jahre
1993 veröffentlichte Adolfo Pedernera seine Autobiographie „El fútbol que viví … y que yo siento“ (Der Fußball den ich lebte … und den ich fühle), die er zusammen mit dem Journalisten Alejandro Yebra verfasste. Bei der Vorstellung seines Werkes im Jahr darauf auf der Buchmesse Feria Internacional del Libro in Bogotá traf er noch einmal auf seine lebenslangen Freunde Alfredo Di Stéfano und Pipo Rossi.
Im Herbst 1995 erlag Adolfo Pedernera im Alter von 76 Jahren in Buenos Aires einem Herzinfarkt. Er wurde auf dem dortigen Friedhof Cementerio de la Chacarita beigesetzt.
Alfredo Di Stéfano erinnert sich an ihn als den „besten Spieler den ich in meinem Leben gesehen habe. Zweifellos, Maradona war außergewöhnlich, phantastisch. Der Beste in Jahren. Auch Pelé kann man nicht ignorieren. Um Himmels willen, auch wenn es schwierig ist Vergleiche zu machen, Pedernera war ein sehr kompletter Spieler der auf dem ganzen Feld spielen konnte.“

## Erfolge
- Copa América: 1941, 1945

- Argentinischer Meister: 1936, 1937, 1941, 1942, 1945
- Kolumbianischer Meister: 1949, 1951, 1952, 1953
- Kolumbianischer Pokalsieger: 1953

Als Trainer:
- Meister von Argentinien: 1965